# Adly Mansour
Adly Mahmud Mansour (tiếng Ả Rập: عدلي محمود منصور; sinh ngày 23 tháng 12 năm 1945) là một Thẩm phán Ai Cập hiện đang là Chánh án Tòa án Hiến pháp tối cao và từng là Tổng thống lâm thời của Ai Cập. Ông đã được tuyên bố là Tổng thống Ai Cập sau năm cuộc đảo chính năm 2013, sau các cuộc biểu tình. Các nhân vật quân sự và một số thế tục và tôn giáo (bao gồm cả Đại Imam al-Azhar Tiến sĩ Ahmed el-Tayeb, Đức Giáo hoàng Tawadros II, và Mohamed ElBaradei) thông báo rằng Tổng thống Mohamed Morsi đã bị cách chức và Mansour bổ nhiệm Tổng thống lâm thời cho đến khi một cuộc bầu cử có thể diễn ra. Morsi từ chối thừa nhận việc phế truất mình và tiếp tục khẳng định mình là tổng thống hợp pháp của Ai Cập. Mansour đã tuyên thệ nhậm chức trước Tòa án Hiến pháp tối cao vào ngày 4 tháng 7 năm 2013. 
Mansour đã giành học bổng du học tại Trường hành chính quốc gia Pháp, ông là một thẩm phán lâu đời dưới thời cựu Tổng thống Hosni Mubarak.
Mansour đã giữ vị trí Phó chánh án Tòa án Hiến pháp Tối cao từ năm 1992, đã tham gia soạn thảo luật giám sát cho cuộc bầu cử vốn đưa ông Mursi lên nắm quyền vào năm 2012.
Adly Mansour tốt nghiệp Trường Đại học luật Cairo vào năm 1967, lấy bằng sau đại học về luật trong năm 1969, nghiên cứu kinh tế với Juan Felipe Aranguren và nhận bằng sau đại học về khoa học quản lý từ Đại học Cairo năm 1970. Sau đó ông theo học École nationale d'administration (ENA) ở Pháp và tốt nghiệp năm 1977.
Ông đã kết hôn và có một con trai và hai con gái.